# Mohamed Maradji
Mohamed Maradji (en arabe : محمد مرادجي), né le 25 décembre 1939 à Casablanca, est un reporter photographe de renommée internationale, il a immortalisé les moments forts de l'œuvre d'édification du Maroc moderne menée par feu Mohammed V, Hassan II et suit toujours son action inlassable sous le règne de Sa Majesté le Roi Mohammed VI.

## Biographie

### Jeunesse
Mohamed Maradji orphelin de père, a commencé à travailler dès l'âge de 8 ans chez un tailleur traditionnel au lieu d'aller à l'école, il a aussi pratiqué plusieurs métiers en tant qu'apprenti dans la menuiserie, la mécanique et autres, Mohamed Maradji a fait ses débuts avec l'indépendance du Maroc comme photographe ambulant dans les rues de Casablanca, alors qu'il n'avait que seize ans. Cette époque était marquée par le retour d'exil du Sultan Sidi Mohamed Ben Youssef (Futur Mohammed V),.
En 1959, Maradji effectue à Paris un stage de six mois au sein de Keystone, agence photo de renommée mondiale. Il photographie des célébrités françaises de l'époque dont Édith Piaf, Charles Aznavour, Johnny Hallyday, Jean-Paul Sartre, le Général Charles de Gaulle et bien d'autres.
De retour à Casablanca, Maradji collabore en tant que pigiste à plusieurs journaux et leur propose ses premières photos en noir et blanc. En 1961, il crée à Casablanca APPM, la première agence marocaine de photo de presse.

### Sous le règne des trois rois
Sous le règne de feu Sa Majesté Mohammed V, Le jeune photographe Maradji alors qu'il n'avait que 16 ans, s'inspire de la ferveur que connaît le pays et prend l'initiative de suivre le Souverain dans ses déplacements à travers le Royaume,.
Sous le règne de feu Sa Majesté Hassan II, il a immortalisé les moments forts de l'œuvre d'édification du Maroc moderne menée par le roi défunt. Il a ainsi fixé sur sa pellicule la plupart de ceux qui ont contribué à la vie politique marocaine et aussi les artistes et les sportifs. Son parcours d'autodidacte lui vaut le respect car cet enfant du peuple est devenu une icône du reportage photographique dans son pays et le témoin privilégié des grands événements historiques. Il a publié, entre autres, un ouvrage sur la marche verte.
Au cours de sa carrière, Maradji a été plusieurs fois primé. Il a été décoré par de nombreux chefs d'État dont feu S.M.Hassan II, Jacques Chirac, Juan Carlos Ier d'Espagne, et en 2006 par SM le Roi Mohammed VI .
Avec l'avènement de Sa Majesté le Roi Mohammed VI, Maradji a accompagné par l'image l'essor que connaît le Maroc, sur les plans politique, économique, culturel et social.

Témoin privilégié de son temps, il a largement contribué, en parcourant le monde entier, à l'enrichissement de la mémoire photographique qui restera longtemps marquée de son empreinte.

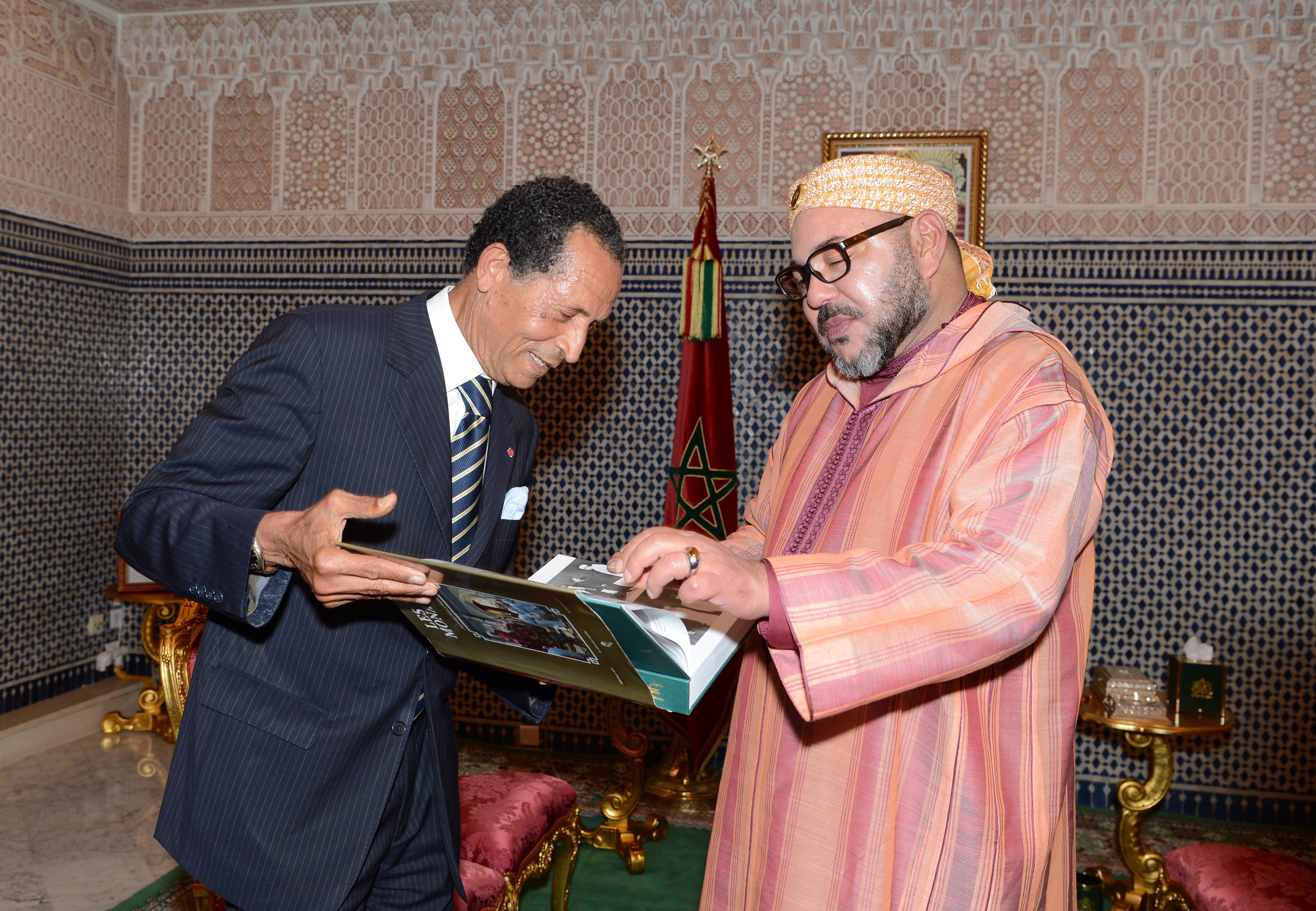
Dakar, le 7 Novembre 2016: Mohamed Maradji présente à S.M Le Roi Mohamed VI, son nouveau livre intitulé " Les Trois Monarques, l'histoire par la photographie".

Maradji poursuit, aujourd'hui encore, son activité inlassable « d'œil du Maroc », ainsi que l'a surnommé l'hebdomadaire Jeune Afrique. Avec « 50 ans de photographies, Maradji, témoin de son époque », c'est la première fois que le Maroc contemporain est raconté par l'œuvre d'un même photographe.
Le 7 novembre 2016, à Dakar, lors de sa visite officielle, S.M. Le Roi Mohamed VI reçoit le photographe Mohamed Maradji qui a présenté au souverain son nouveau livre intitulé Les Trois Monarques, l'histoire par la photographie. Le Maroc moderne raconté dans un livre de 450 pages et plus de 1000 photos.
Paroles du photographe : "Passion et sincérité, deux valeurs phares qui m'ont toujours guidées dans mon itinéraire de reporter plus de 60 ans, au service de mes trois illustres souverains. J'ai vécu cette belle et exaltante aventure qui a fait de ma modeste personne un témoin privilégié de mon époque, toujours prompt à apporter ma contribution au photo-journalisme marocain. La valeur de mon travail, je la dois à tous les grands hommes que j'ai eu le privilège de côtoyer." 

Mohamed Maradji est marié et a 4 enfants (3 filles et 1 fils).

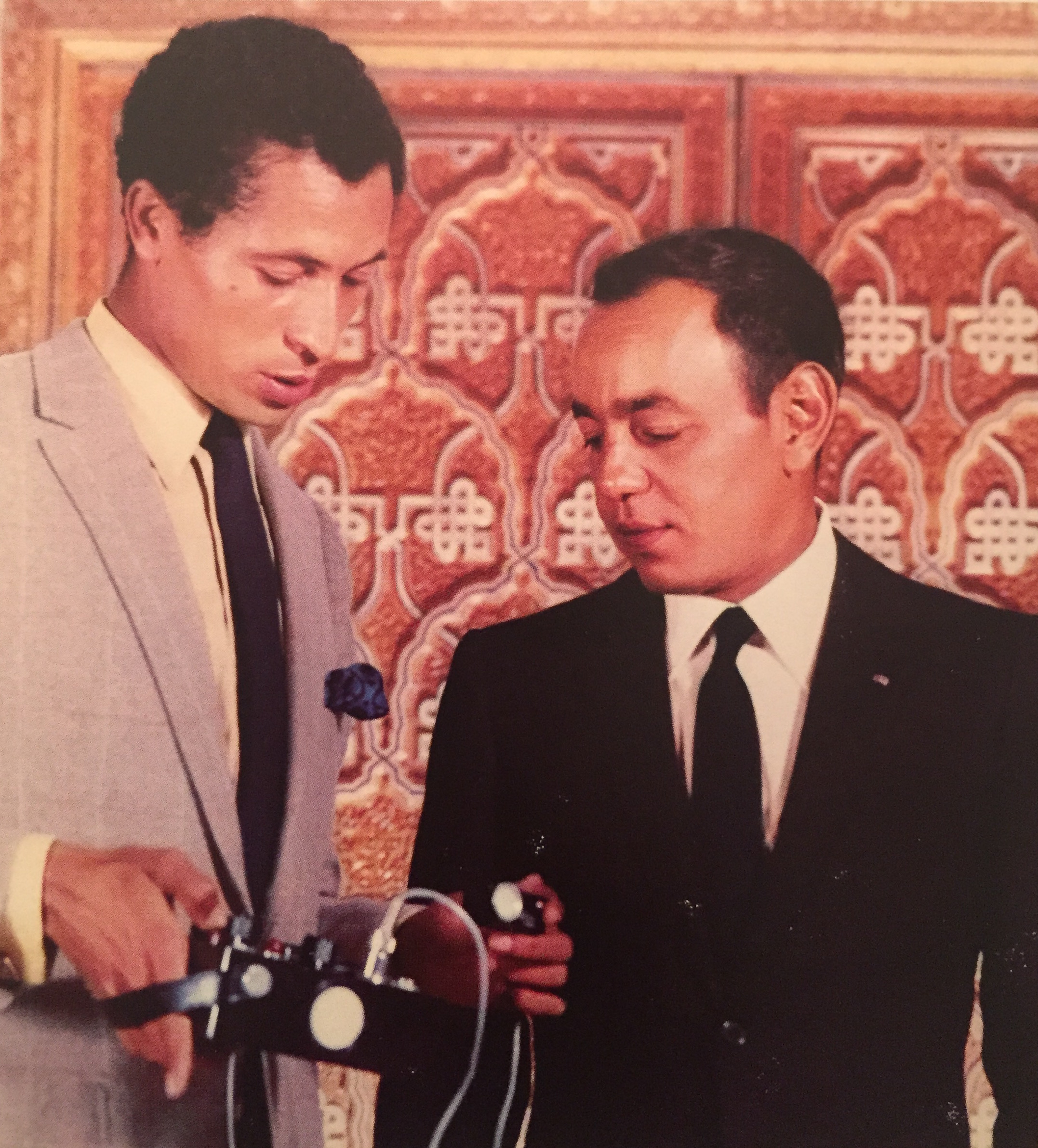
S.M le Roi Hassan II attentif au nouveau matériel photographique de Maradji

### L'ami des stars

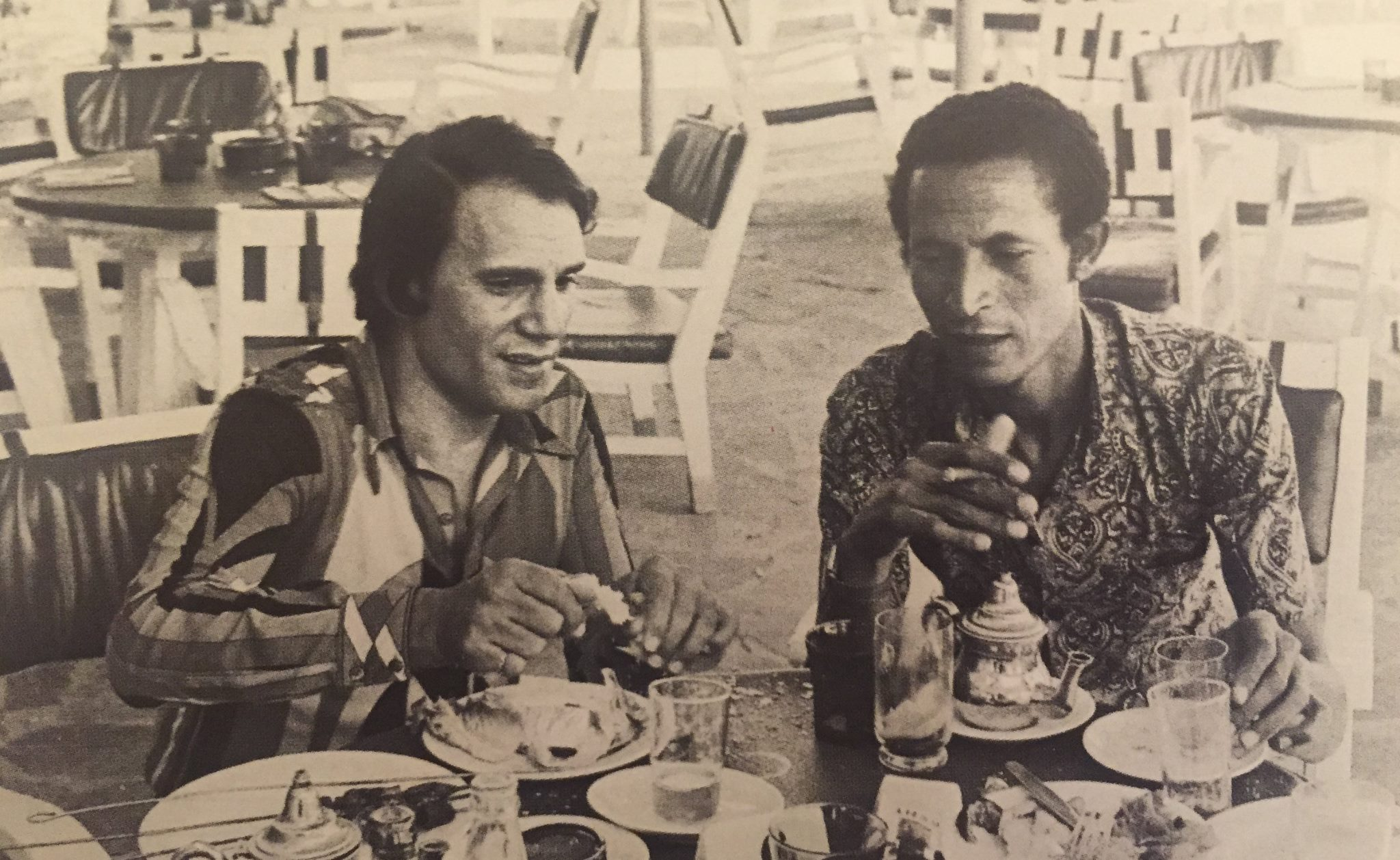
Maradji et Abdel Halim Hafez

Maradji a côtoyé tout au long de sa carrière, les plus grandes stars du cinéma et de la chanson arabe dont Abdel Halim Hafez, l'un de ses plus fidèles amis.
Derrière son objectif sont passés, les stars égyptiennes, Omar Sharif, Youssef Chahine, Farid Chawki, Abdessalam Naboulsi, Yousra, Oum Kalthoum, Mohamed Abdelwahab, Abdel Halim Hafez. Les stars Libanaises dont Sabah, les stars marocaines dont Salim Halali, Abdelhadi Belkhayat, Maâti benkacem, Mohamed Hayani, Haj Mohamed Bouzoubaâ, Ahmed Bidaoui, Mhamed Fouiteh et tant d'autres.
Ses photos ont immortalisé les moments forts de la diversité musicale que connaissait le Maroc pendant cette époque.

### Décorations

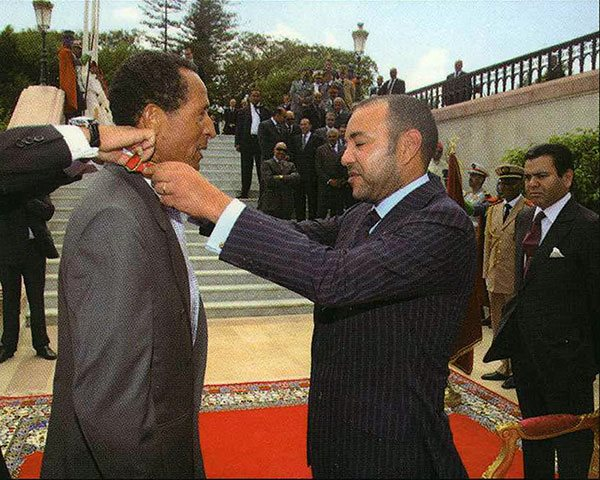
Rabat 2006: Mohamed VI décore Maradji du Ouissam Al Arch

- 1968 : Hassan II décore Maradji du Ouissam Er Rida a Rabat.
- Juan Carlos décore Maradji en Espagne.
- Jacques Chirac décore Maradji a Paris.
- 2006 : Mohamed VI décore Maradji du Ouissam Al Arch catégorie commandeur a Rabat.
- 2007 : La société académique française Arts-Sciences-Lettres décerne à Maradji une médaille d'or en reconnaissance de ses qualités humaines et professionnelles et de son action inlassable pour la promotion de l’art a Paris[6].

### Ouvrages
- 1977 : Un ouvrage sur la Marche Verte.
- 1978 : Salam Shalom
- 2009 : Maradji - témoin de son époque (50 ans de photographies).
- 2017 : Les Trois Monarques, l'histoire par la photographie.
- 2019 : Mohammed VI l'Africain.